# أليسون بريدن
أليسون بريدن هي لاعبة كرة الماء كندية، ولدت في 26 نوفمبر 1982 في كالغاري في كندا.